# Jack Goes Boating
Jack Goes Boating es una película de 2010. Adaptada por Robert Glaudini de su obra homónima de 2007, supuso el debut como director del actor Philip Seymour Hoffman. Amy Ryan reemplazó a Beth Cole como Connie. La película se estrenó en Estados Unidos el 17 de septiembre de 2010.

## Elenco
- Philip Seymour Hoffman como Jack.
- Amy Ryan como Connie.
- John Ortiz como Clyde.
- Daphne Rubin-Vega como Lucy.
- Thomas McCarthy como Dr. Bob
- Richard Petrocelli como Tío Frank.